# Аксінтеле
Аксінтеле (рум. Axintele) — село у повіті Яломіца в Румунії. Входить до складу комуни Аксінтеле.
Село розташоване на відстані 56 км на схід від Бухареста, 48 км на захід від Слобозії, 134 км на південний захід від Галаца, 146 км на південний схід від Брашова.

## Населення
За даними перепису населення 2002 року у селі проживала 1881 особа. Усі жителі села рідною мовою назвали румунську.
Національний склад населення села:
| Національність | Кількість осіб | Відсоток |
| -------------- | -------------- | -------- |
| румуни         | 1866           | 99,2%    |
| цигани         | 15             | 0,8%     |